# Emmelichthyidae
Die Emmelichthyidae sind eine Familie der Barschverwandten (Percomorpha). Sie leben im Meer, vor allem in tropischen und subtropischen Regionen, im Indopazifik, im südlichen Pazifik, im östlichen Atlantik und in der Karibik. Die ausgewachsenen Fische halten sich vor allem bodennah, in Tiefen von 100 bis 400 Metern auf.

## Merkmale
Die Kiefer sind zahnlos oder fast zahnlos und stark vorstülpbar. Das Maxillare ist schuppig und distal erweitert. Ist das Maul geschlossen, wird das Maxillare nicht vom Preorbital-Knochen bedeckt. Das Supramaxillare ist gut entwickelt. Die Fische haben sieben Kiemenreusenstrahlen.
Die Rückenflosse ist durchgehend. Bei der Gattung Erythrocles sind der hart- und der weichstrahlige Teil durch eine tiefe, bis auf den Rücken gehende, bei Plagiogeneion durch eine weniger tiefe Einbuchtung getrennt. Bei Emmelichthys werden beide Flossenteile durch einige einzeln stehende Hartstrahlen getrennt. Die Schwanzflosse ist gegabelt. Beide Teile der Schwanzflosse können scherenartig zusammengefaltet werden.
Flossenformel: Dorsale XI–XIV/9–12, Anale III/9–11
Die Emmelichthyidae werden, je nach Art, 9 bis 72 Zentimeter lang.

## Gattungen und Arten
- Gattung Emmelichthys

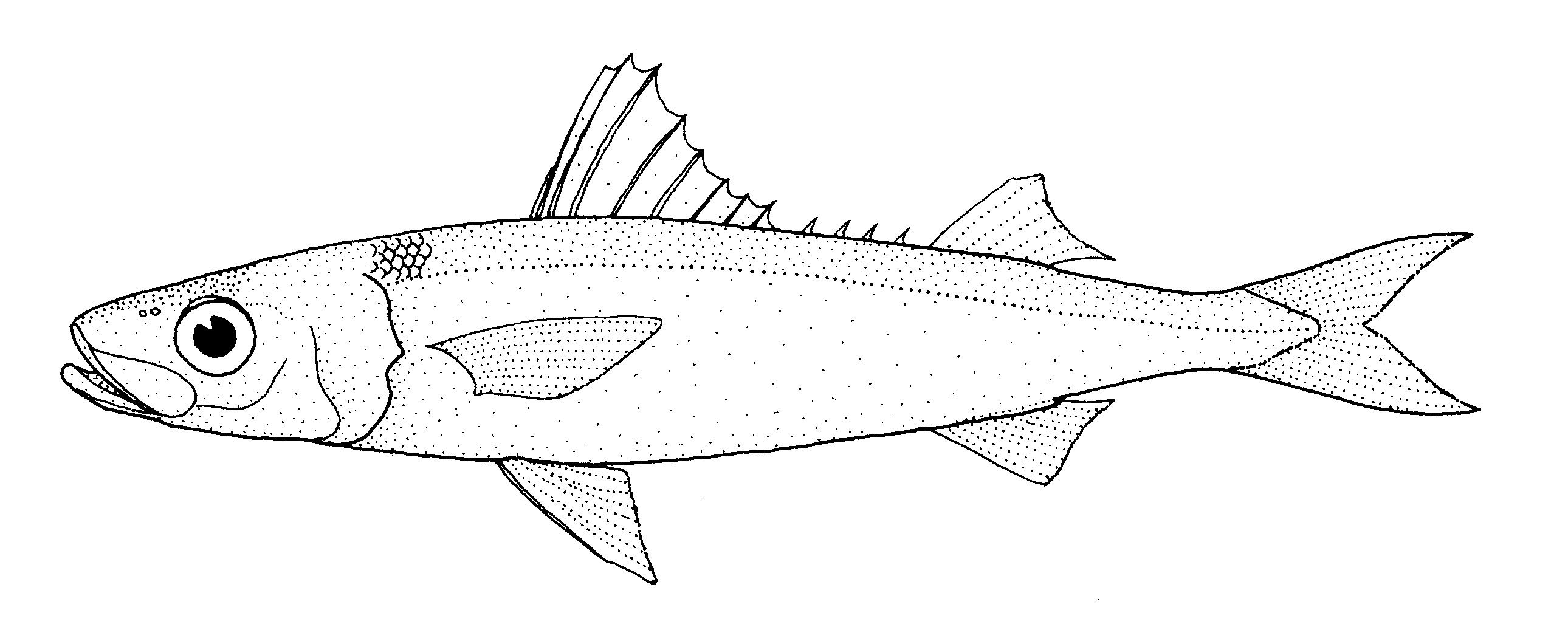
Emmelichthys nitidus

  - Emmelichthys elongatus Kotlyar, 1982
  - Emmelichthys karnellai Heemstra & Randall, 1977
  - Emmelichthys nitidus Richardson, 1845
  - Emmelichthys ruber (Trunov, 1976)
  - Emmelichthys struhsakeri Heemstra & Randall, 1977
- Gattung Erythrocles
  - Erythrocles acarina Kotthaus, 1974
  - Erythrocles microceps Miyahara & Okamura, 1998
  - Erythrocles monodi Poll & Cadenat, 1954
  - Erythrocles schlegelii (Richardson, 1846)
  - Erythrocles scintillans (Jordan & Thompson, 1912)
  - Erythrocles taeniatus Randall & Rivaton, 1992
- Gattung PlagiogeneionPlagiogeneion rubiginosum

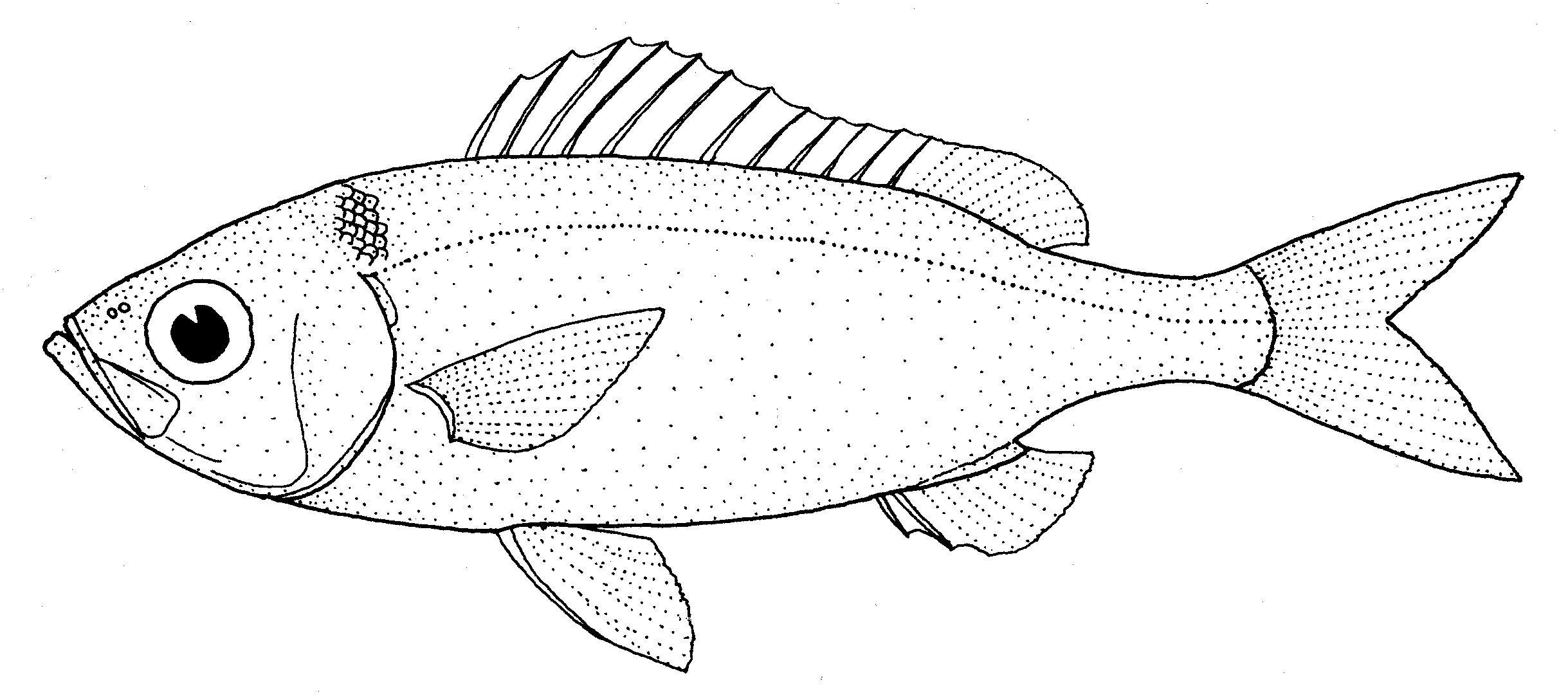
Plagiogeneion rubiginosum

  - Plagiogeneion fiolenti Parin, 1991
  - Plagiogeneion geminatum Parin, 1991
  - Plagiogeneion macrolepis McCulloch, 1914
  - Plagiogeneion rubiginosum (Hutton, 1875)
  - Plagiogeneion unispina Parin, 1991